# Héctor José Cámpora
Héctor José Cámpora Demaestre, född den 26 mars 1909 i Mercedes, Argentina, död den 18 december 1980 i Cuernavaca, Mexiko, var en tandläkare och politiker som var president i Argentina från den 25 maj till den 13 juli 1973. Han hade även smeknamnet El Tio (Farbrodern).

## Biografi
Född i Buenos Aires-provinsen avlade han tandläkarexamen vid universitetet i Córdoba. Han praktiserade sedan sitt yrke i sin hemstad innan han flyttade till närliggande San Andres de Giles.
Han kände general Juan Perón när denne besökte San Andrés de Giles som arbetsminister 1944. När Perón valdes till president påföljande år, ledde Cámpora en oberoende koalition av labourister och radikaler och vann en plats i representanthuset, som han presiderade under åren 1948 – 52. Han fick 1953 bemyndigande för en diplomatisk resa genom 17 länder som befullmäktigad ambassadör.
När Perón år 1955 störtades av Revolución Libertadora, blev Cámpora arresterad och åtalad för korruption och förskingring. Han flydde landet 1956, men återvände tre år senare när anklagelserna lagts ned.
Cámpora framträdde på nytt 1970 som talesman för Perón och denne pekade ut honom som sin kandidat inför presidentvalet för att kringgå det veto mot Peróns deltagande i valet som utfärdats av diktatorn general Alejandro Lanusse. Cámpora vann valet, men frånträdde efter kort tid ämbetet till förmån för Juan Perón. Han blev senare utsedd till Argentinas ambassadör i Mexiko.
Efter en statskupp i mars 1976 för att avsätta Peróns efterträdare på presidentposten, hustrun Isabel Perón, flydde Cámpora till mexikanska ambassaden. Tre år senare, efter diagnos av cancer, tilläts han resa till Mexiko, där han avled i december 1980 i Cuernavaca.